# Monecphora
Monecphora is een geslacht van halfvleugeligen uit de familie schuimcicaden (Cercopidae). De wetenschappelijke naam van dit geslacht is voor het eerst geldig gepubliceerd in 1843 door Amyot & Serville.

## Soorten
Het geslacht Monecphora omvat de volgende soorten:
- Monecphora brunneorubra Lallemand, 1927
- Monecphora carbonaria Lallemand, 1924
- Monecphora cingulata (Le Peletier de Saint-Fargeau & Serville, 1825)
- Monecphora consita (Melichar, 1915)
- Monecphora decorata Lallemand, 1924
- Monecphora ferranti Lallemand, 1924
- Monecphora flavifascia Metcalf & Bruner, 1925
- Monecphora fossor Lallemand, 1938
- Monecphora inconclusa Metcalf, 1961
- Monecphora insignifica Metcalf, 1961
- Monecphora longitudinalis Lallemand, 1924
- Monecphora moreirae Lallemand, 1924
- Monecphora nigroapicata Lallemand, 1938
- Monecphora ornatissima Metcalf, 1961
- Monecphora pallida Lallemand, 1924
- Monecphora rufomaculata Fallou, 1890
- Monecphora transversa Lallemand, 1938
- Monecphora trifasciata Lallemand, 1938
- Monecphora williamsi Lallemand, 1924